# Тангуйский район
Тангуйский район — упразднённая административно-территориальная единица в составе Восточно-Сибирская края, Восточно-Сибирской и Иркутской областей, существовавшая в 1935—1959 годах. Административный центр — село Тангуй.

## Население
По данным переписи 1939 года в Тангуйском районе проживало 13 246 чел., в том числе русские — 92,7 %, украинцы — 3,1 %, белорусы — 1,8 %.

## История
Тангуйский район был образован 15 февраля 1935 года в составе Восточно-Сибирского края (с 1936 — области). В состав района вошли сельсоветы Бадинский, Больше-Мольтинский, Илирский, Кардойский, Старо-Коройский, Тангуйский, Тэминский, Хахарейский и Худобчинский из Тулунского района, Варгаликский, Ключе-Булакский, Кобинский и Куватский из Братского района.
В 1937 году Тангуйский район вошёл в состав Иркутской области.
В 1946 году был упразднён Хахарейский с/с. В 1953 году были упразднены Кардойский, Больше-Мальтинский и Старо-Коронский с/с. Образован Приреченский с/с. Всего к 1959 году в районе осталось 7 сельсоветов.
17 апреля 1959 года Тангуйский район был упразднён, а его территория разделена между Тулунским (Бадинский, Илирский, Кобинский, Тангуйский и Тэмский с/с) и Братским (Варгаликский и Ключи-Булакский с/с) районами.